# Samtkragen
 (juillet 2021).
Le Samtkragen est une boisson alcoolisée particulièrement répandue dans la région du Bas-Rhin et de la Ruhr, en Allemagne. C'est un mélange de trois parts de Korn et d'une part de Boonekamp (un amer) et il est servi dans des verres à schnaps (Pinneken). Lorsqu'il est versé, le Boonekamp est versé sur le Korn à l'aide d'un verseur à fil de façon qu'il y ait une ligne de séparation claire entre le Korn et le Boonekamp. Il faut maintenant le servir rapidement, car la ligne de séparation s'estompe en chauffant. Le collier de velours est bu en une seule fois afin que les deux ingrédients se mélangent dans la bouche.